# Parafia Ewangelicko-Augsburska w Studzionce
Parafia Ewangelicko-Augsburska w Studzionce – parafia luterańska w Studzionce, należąca do diecezji katowickiej. Mieści się przy ulicy Jedności 1. W 2019 liczyła 248 wiernych. Swoim zasięgiem oprócz Studzionki obejmuje również Wisłę Małą, Mizerów oraz część Suszca.

## Historia
Pierwsze informacje na temat istnienia w Studzionce kościoła ewangelickiego pochodzą z grudnia 1586. Proboszczami tamtejszej parafii byli David Belin (do 1594) Adam Gregory (1595–1616) i Walenty König (1617–1628).
W 1628 Karl Hannibal von Dohna w imieniu Habsburgów wydał edykt, na mocy którego wszyscy księża protestanccy mieli opuścić księstwo pszczyńskie.
Kościół w Studzionce został zamknięty, jednak na terenie miejscowości zamieszkał ks. Melchior Sandanus, będący uprzednio proboszczem w Brzeźcach, uważany przez mieszkańców za ich pełnomocnego duchownego.
Pomimo zakazu, nabożeństwa luterańskie odbywały się potajemnie, w 1648 w księstwie pszczyńskim działało czterech kaznodziejów ewangelickich, z których jednym był ks. Daniel Rotarius, prowadzący posługę w kościele w Studzionce. Teren ten zamieszkiwał bardzo duży odsetek protestantów, wierni zjeżdżali się na nabożeństwa również z miejscowości sąsiadujących z księstwem. W 1654 został on jednak wydalony ze wsi, a komisja cesarska odebrała klucze od świątyni i stanowisko duchownego objął ksiądz rzymskokatolicki.
Kontrreformacja na terenie Studzionki nie odniosła sukcesu, w 1670 na jej terenie zamieszkiwało 6 osób wyznania katolickiego na 500 ewangelików. W 1679 nawet kościelni pracujący w świątyni katolickiej byli protestantami. Wierni udawali się na nabożeństwa do Cieszyna lub Kluczborka.
Po ugodzie altransztadzkiej zawatej w 1707 sytuacja ludności ewangelickiej poprawiła się. W 1744 na terenie wsi powstała szkoła ewangelicka, w której odbywały się również nabożeństwa. W 1746 został poświęcony kościół ewangelicki w Pszczynie, odtąd luteranie ze Studzionki związani byli z tamtejszym ośrodkiem parafialnym, a nabożeństwa w szkole prowadzili pszczyńscy księża. W 1898 wybudowano nową siedzibę szkoły, a w jej największej sali powstała kaplica. Wtedy w Studzionce uruchomiona została stacja kaznodziejska parafii pszczyńskiej. Nabożeństwa w kaplicy prowadzone były raz w miesiącu.
W 1907 społeczność ewangelicka Studzionki liczyła 300 osób. Przed wybuchem I wojny światowej rozpoczęto zbiórkę funduszy na budowę własnej świątyni, jednak plany te uniemożliwił wybuch działań wojennych.
Do idei powstania nowego kościoła w Studzionce powrócono w latach 30. XX wieku, 21 września 1938 Rada Ewangelickiego Kościoła Unijnego otrzymała zgodę na budowę od wojewody Michała Grażyńskiego.
Kościół projektu Tadeusza Michejdy rozpoczęto wznosić 31 października 1938 podczas uroczystości położenia kamienia węgielnego. Budowę ukończono w 1946, a obiekt poświęcono 3 listopada 1940.
Samodzielną parafię w Studzionce powołano w 1968, bez własnego proboszcza, administrowana była od początku przez proboszczów pszczyńskich (ks. Jan Motyka).
30 sierpnia 1992 biskup Jan Szarek poświęcił tu nowy dom katechetyczny.

## Współczesność
Nabożeństwa w kościele w Studzionce odbywają się w każdą niedzielę i święta. Parafia nie ma własnego proboszcza, administrowana jest przez duchownego z parafii w Pszczynie.